# فيليس نيلسون
فيليس نيلسون (بالإنجليزية: Phyllis Nelson)‏ هي موسيقية ومغنية أمريكية، ولدت في 3 أكتوبر 1950 في إنديانا في الولايات المتحدة، وتوفيت في 12 يناير 1998 في لوس أنجلوس في الولايات المتحدة بسبب سرطان الثدي.

## وصلات خارجية
- فيليس نيلسون على موقع IMDb (الإنجليزية)
- فيليس نيلسون على موقع ميوزك برينز (الإنجليزية)
- فيليس نيلسون على موقع أول ميوزيك (الإنجليزية)
- فيليس نيلسون على موقع ديسكوغز (الإنجليزية)